# Młynek (rejon dokszycki)
Młynek – dawny zaścianek. Tereny, na których leżał, znajdują się obecnie na Białorusi, w obwodzie witebskim, w rejonie dokszyckim, w sielsowiecie Tumiłowicze.

## Historia
W czasach zaborów w gminie Tumiłowicze, w powiecie borysowskim, w guberni mińskiej Imperium Rosyjskiego.
W dwudziestoleciu międzywojennym zaścianek leżał w Polsce, w województwie wileńskim, w powiecie duniłowickim, od 1926 w powiecie dziśnieńskim, w gminie Tumiłowicze, a następnie w gminie Dokszyce.
Według Powszechnego Spisu Ludności z 1921 roku zamieszkiwało tu 13 osób, wszystkie były wyznania prawosławnego i zadeklarowały białoruską przynależność narodową. Były tu 2 budynki mieszkalne. W 1931 w 3 domach zamieszkiwało 26 osób.
Wierni należeli do prawosławnej w Tumiłowiczach. Miejscowość podlegała pod Sąd Grodzki w Dokszycach i Okręgowy w Wilnie; właściwy urząd pocztowy mieścił się w Tumiłowiczach.